# Jerry Ragovoy
Jerry Ragovoy (ur. 4 września 1930 w Filadelfii, zm. 13 lipca 2011 w Nowym Jorku) – amerykański kompozytor i producent muzyczny. Jedną z jego najbardziej znanych kompozycji jest utwór „Time Is on My Side” wykonywany między innymi przez zespół The Rolling Stones. W 1969 roku otworzył własne studio nagrań Hit Factory.

## Wybrane kompozycje
źródło:
| Tytuł                                     | Oryginalny artysta              | Inni wykomawcy                                                 |
| ----------------------------------------- | ------------------------------- | -------------------------------------------------------------- |
| „About This Thing Called Love”            | FabianFabian                    |                                                                |
| „Ain't Nobody Home”                       | Howard Tate                     | B.B. King, Bonnie Raitt                                        |
| „All I Know is The Way I Feel”            | Irma Thomas                     | Howard Tate, The Pointer Sisters                               |
| „A Wonderful Dream”                       | The Majors                      |                                                                |
| „Cloudy with a Chance of Tears”           | The Manhattans                  |                                                                |
| „Cry Baby”                                | Garnet Mimms and the Enchanters | Janis Joplin                                                   |
| „Eight Days on the Road”                  | Howard Tate                     | Foghat                                                         |
| „Either Side of the Same Town”            | Howard Tate                     | Elvis Costello                                                 |
| „Get It While You Can”                    | Howard Tate                     | Janis Joplin                                                   |
| „Heart Be Still”                          | Lorraine Ellison                |                                                                |
| „I Can't Wait Until I See My Baby's Face” | Baby Washington                 | Aretha Franklin, Dusty Springfield, Dionne Warwick, Pat Thomas |
| „I'll Make It Up to You”                  | Garnet Mimms and the Enchanters | Manfred Mann                                                   |
| „I'll Take Good Care of You”              | Garnet Mimms and the Enchanters |                                                                |
| „It's Been Such a Long Way Home”          | Garnet Mimms and the Enchanters |                                                                |
| „It Was Easier to Hurt Her”               | Garnet Mimms and the Enchanters | Chris Farlowe, Dusty Springfield                               |
| „Looking for You”                         | Garnet Mimms and the Enchanters | Chris Farlowe                                                  |
| „Love Makin' Music”                       | Barry White                     |                                                                |
| „Morning Light”                           | Louis Jordan                    |                                                                |
| „Move Me No Mountain”                     | Dionne Warwick                  | Hank Crawford, Chaka Khan, Soul II Soul, Love Unlimited        |
| „My Baby”                                 | Garnet Mimms and the Enchanters | Janis Joplin, The Yardbirds                                    |
| „My Girl Awaits Me”                       | The Castelles                   |                                                                |
| „One Way Love”                            | The Drifters                    |                                                                |
| „Piece of My Heart”                       | Erma Franklin                   | Big Brother and the Holding Company, The Move, Bonnie Tyler    |
| „Ring Bell”                               | Miriam Makeba                   |                                                                |
| „Stay with Me”                            | Lorraine Ellison                | The Walker Brothers, Bette Midler, Terry Reid                  |
| „Stop”                                    | Howard Tate                     | James Gang, Jimi Hendrix, Band of Gypsys                       |
| „Sure Thing”                              | Dionne Warwick                  |                                                                |
| „Time Is on My Side”                      | Kai Winding                     | Irma Thomas, The Rolling Stones, The Moody Blues               |
| „Try (Just a Little Bit Harder)”          | Lorraine Ellison                | Janis Joplin                                                   |
| „What's It Gonna Be”                      | Dusty Springfield               | Barbara Acklin                                                 |
| „You Better Believe It”                   | Small Faces                     |                                                                |
| „You Don't Know Nothing About Love”       | Carl Hall                       | Lorraine Ellison, Renée Geyer                                  |
| „You Got It”                              | Diana Ross                      |                                                                |